# توماش تون
توماش تون (3 مايو 1950 - يناير 1990)، كان كاهنًا تشيكيًا كاثوليكيًا، وأستاذًا في اللاهوت الأخلاقي بجامعة بولونيا وعضوًا في مقاطعة الدومينيكان التشيكية. 

## روابط خارجية
- ArPaTo.org - L'Arte di padre Tomáš Týn - موقع يعتمد على دراسات توماش تون
- Causa di beatificazione di padre Tomáš Týn - صفحات تحتوي على تفاصيل قضية تطويب الأب توماش تون بواسطة استوديو Filosofico Domenicano في بولونيا